# Klouzek kravský
Klouzek kravský (Suillus bovinus), jinak také hřib kravský, kořenáč, kravinec, kravina, švec nebo plička, je druh houby z čeledi klouzkovité (Suillaceae).

## Znaky
Nepravidelný, polštářovitý klobouk v průměru dorůstá 2–16 cm, v mládí klenutý se postupně rozprostírá do plochy. Pokožka je hladká, pevná, žlutě či oranžově hnědá, slizká, za tepla však i úplně suchá, špatně se slupuje.
Rourky jsou velké, velmi nízké (6–10mm), na třeň sbíhavé, barvu mají bledě šedou, žlutou, okrově olivovou až nahnědlou, od dužniny je nelze dobře oddělit. Ústí mají stejnou nebo mírně špinavější barvu rourek, jsou síťkovitě, radiálně uspořádaná, v mládí šedá a okrouhlá, v dospělosti hranatá, široká, každé ústí se dělí na 3–4 nižší trubičky. Výtrusný prach je olivově žlutý až hnědý.
Třeň je 2–10 cm dlouhý, masitý, jemně plstnatý, vrostle vláknitý, u báze lehce, kyjovitě rozšířený, barvu má stejnou nebo trochu světlejší než klobouková pokožka. Prsten chybí.
Dužnina je bledě žlutá či nahnědlá, na řezu neměnná, při tepelné úpravě či sušení přechází její barva do masově růžové. Vůně je příjemně ovocná, chuťově je lehce nakyslá.

## Užití
Jedlá houba.
V minulosti byl růst této houby tak hojný, že se jejími plodnicemi dokrmoval dobytek, především tedy krávy (odtud druhové jméno).

## Ekologie

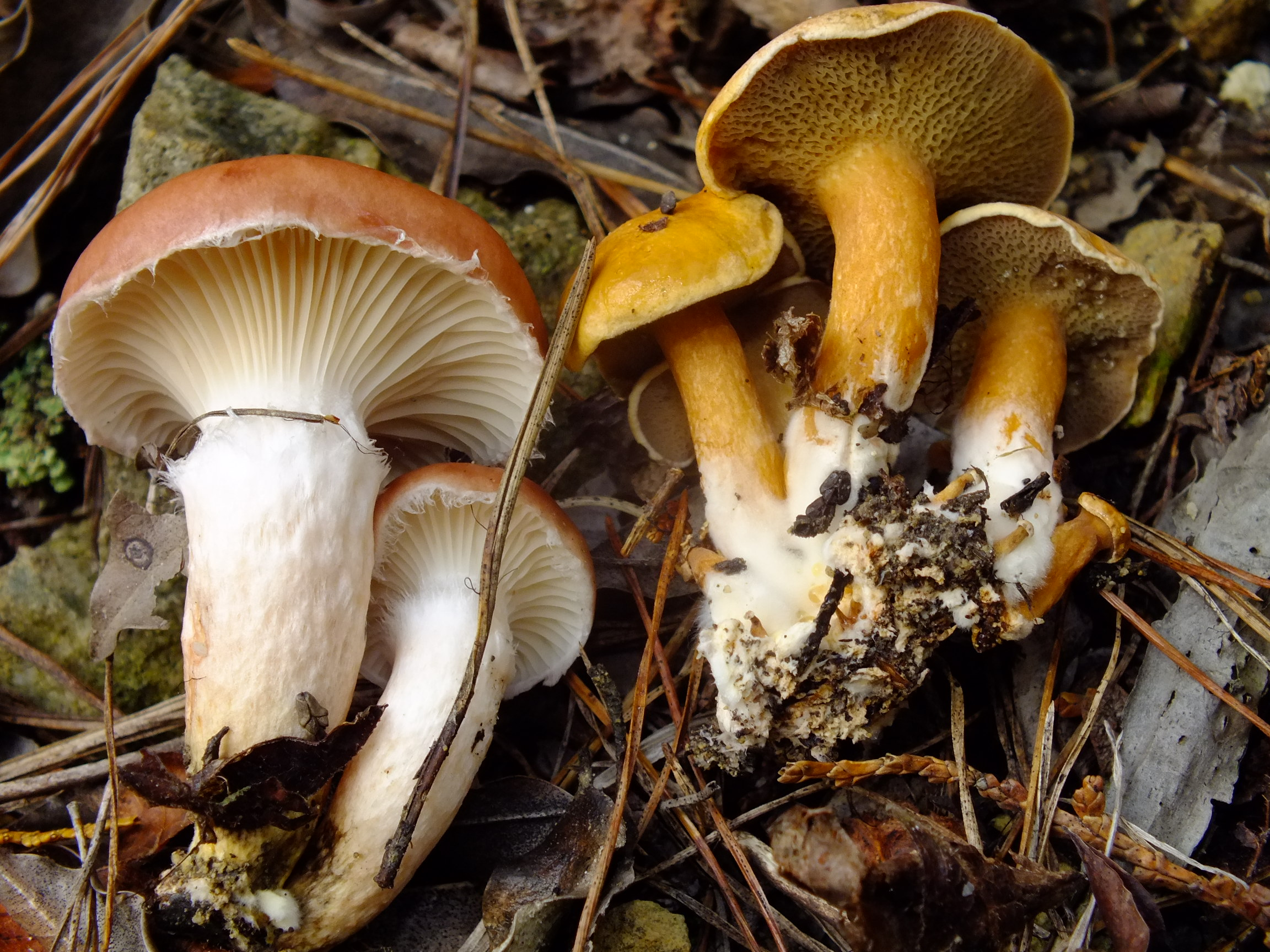
Plodnice slizáka růžového a klouzka kravského vedle sebe

Celé léto a podzim roste tento klouzek poměrně hojně pod borovicemi a na teplých, nevýživných, písčitých a kyselých stanovištích, často v početných skupinách či srostlicích.
Velmi často jej najdeme růst na jednom místě společně se slizákem růžovým (Gomphidius roseus), který je pravděpodobně jeho parazitem.

## Rozšíření
Druh se vyskytuje v oblastech Evropy, západní Asie, Blízkého východu, Číny, Japonska, Ruska, Austrálie, Nového Zélandu, USA a JAR. 

## Galerie

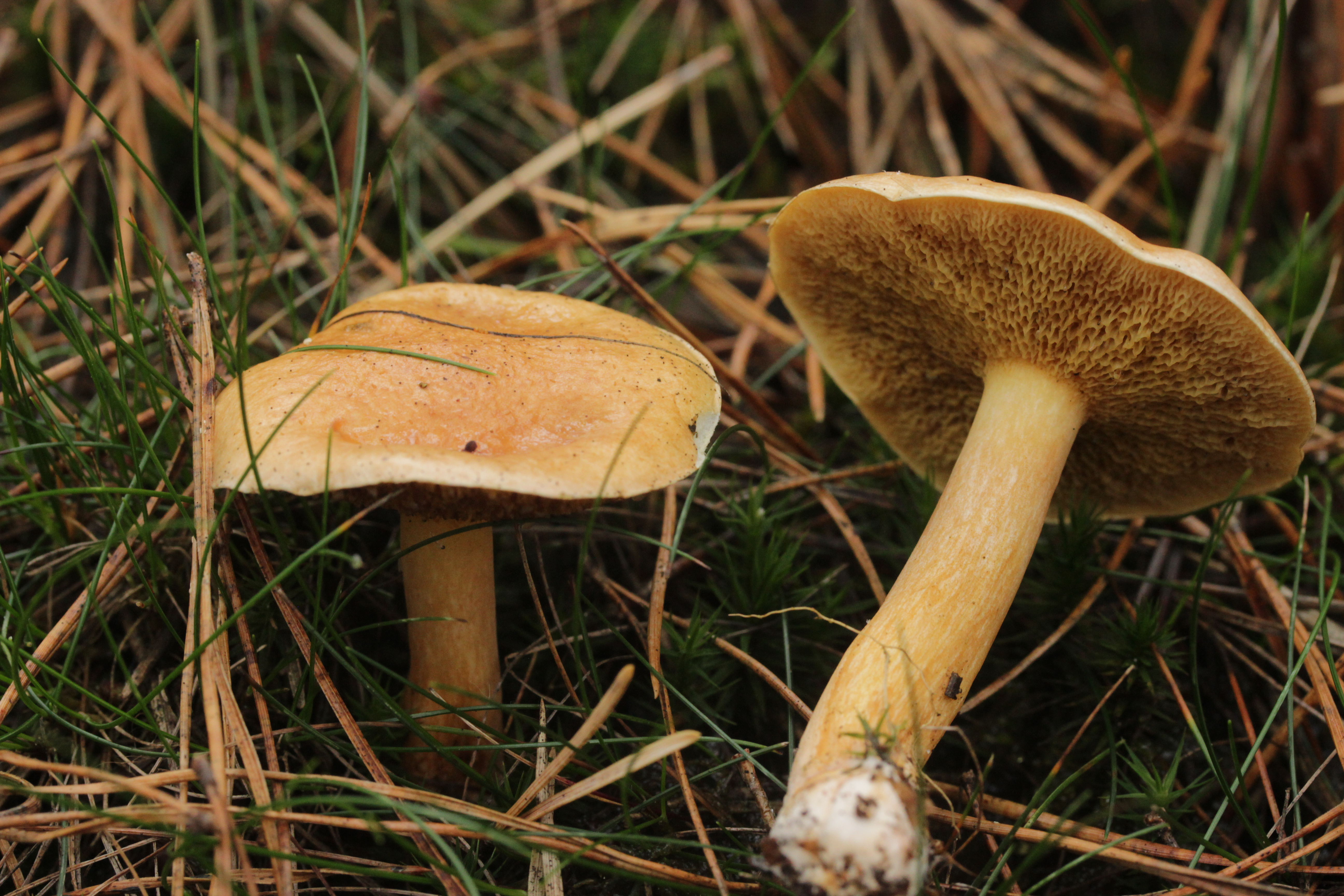
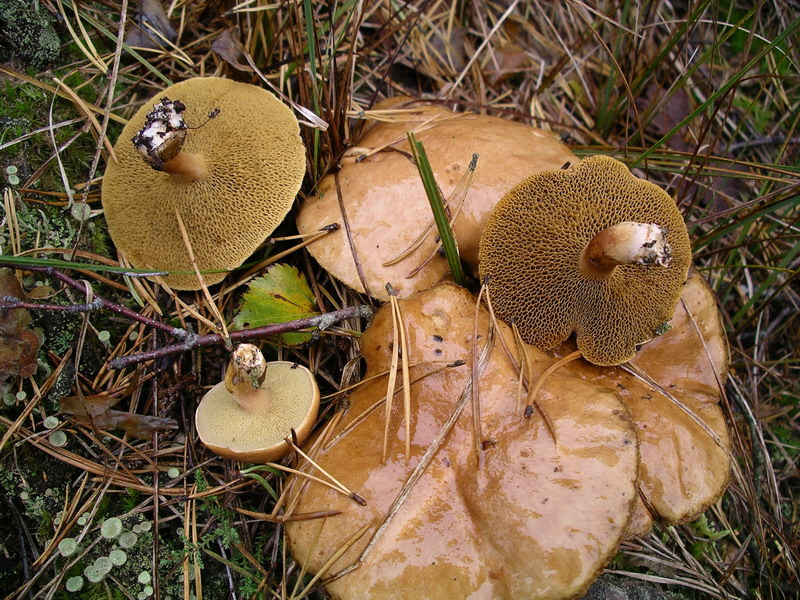
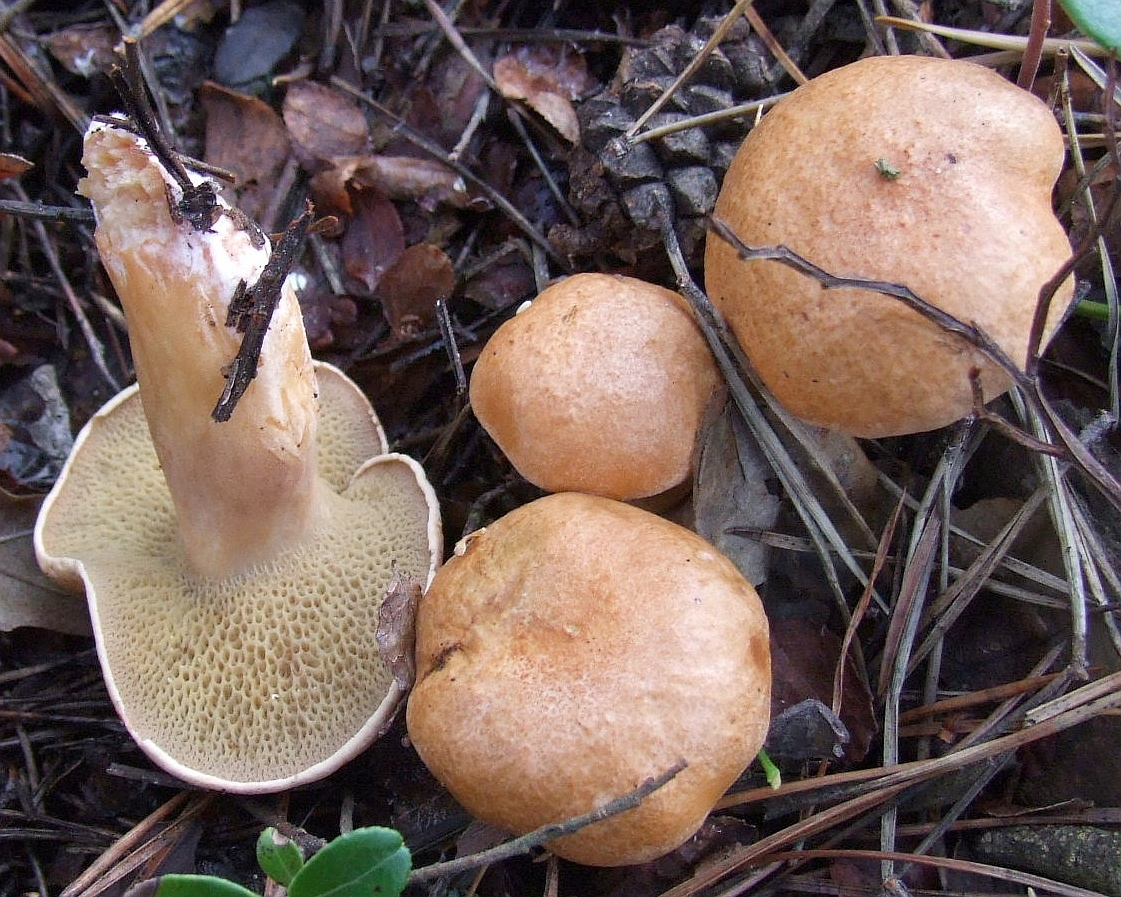
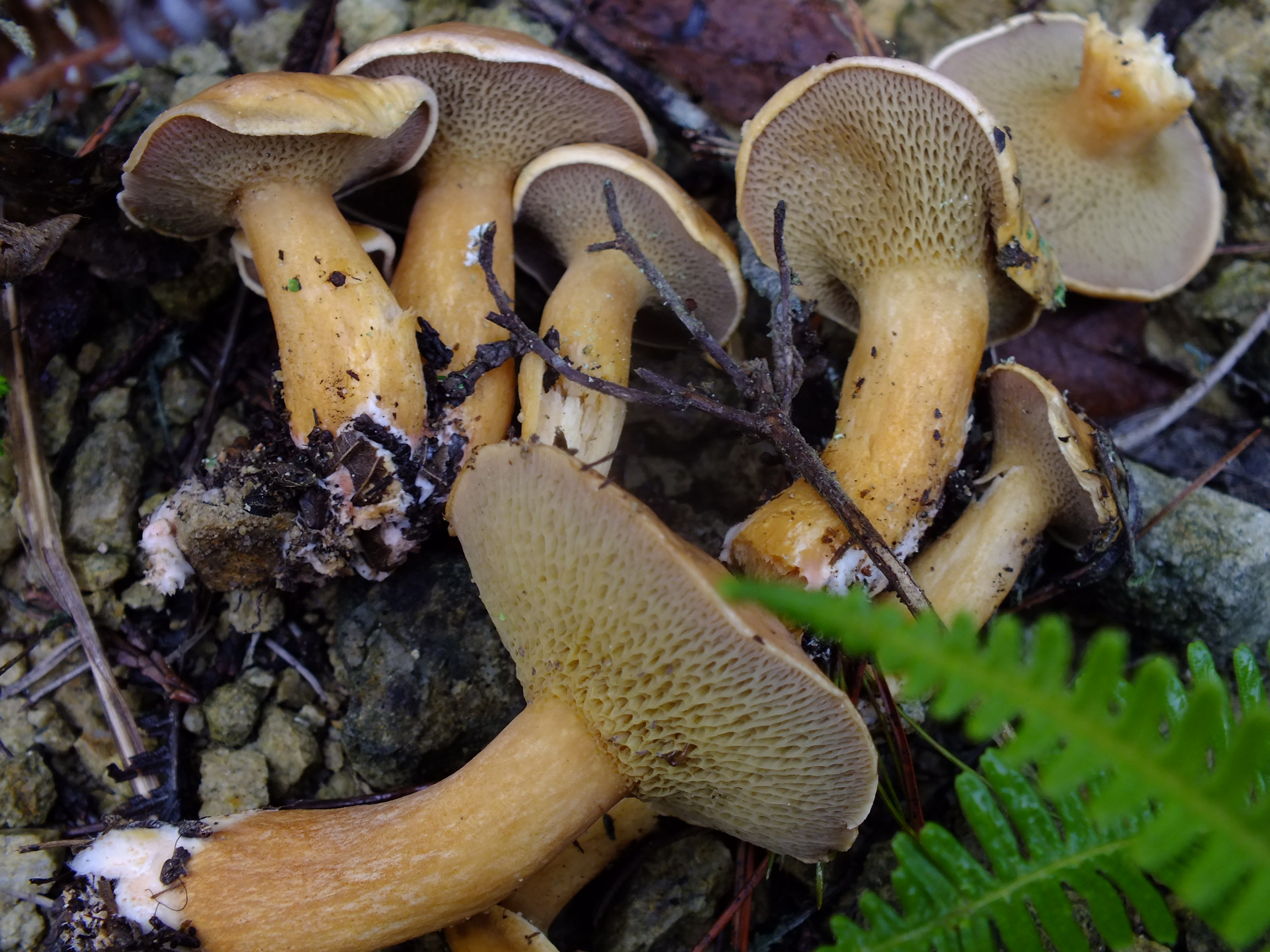
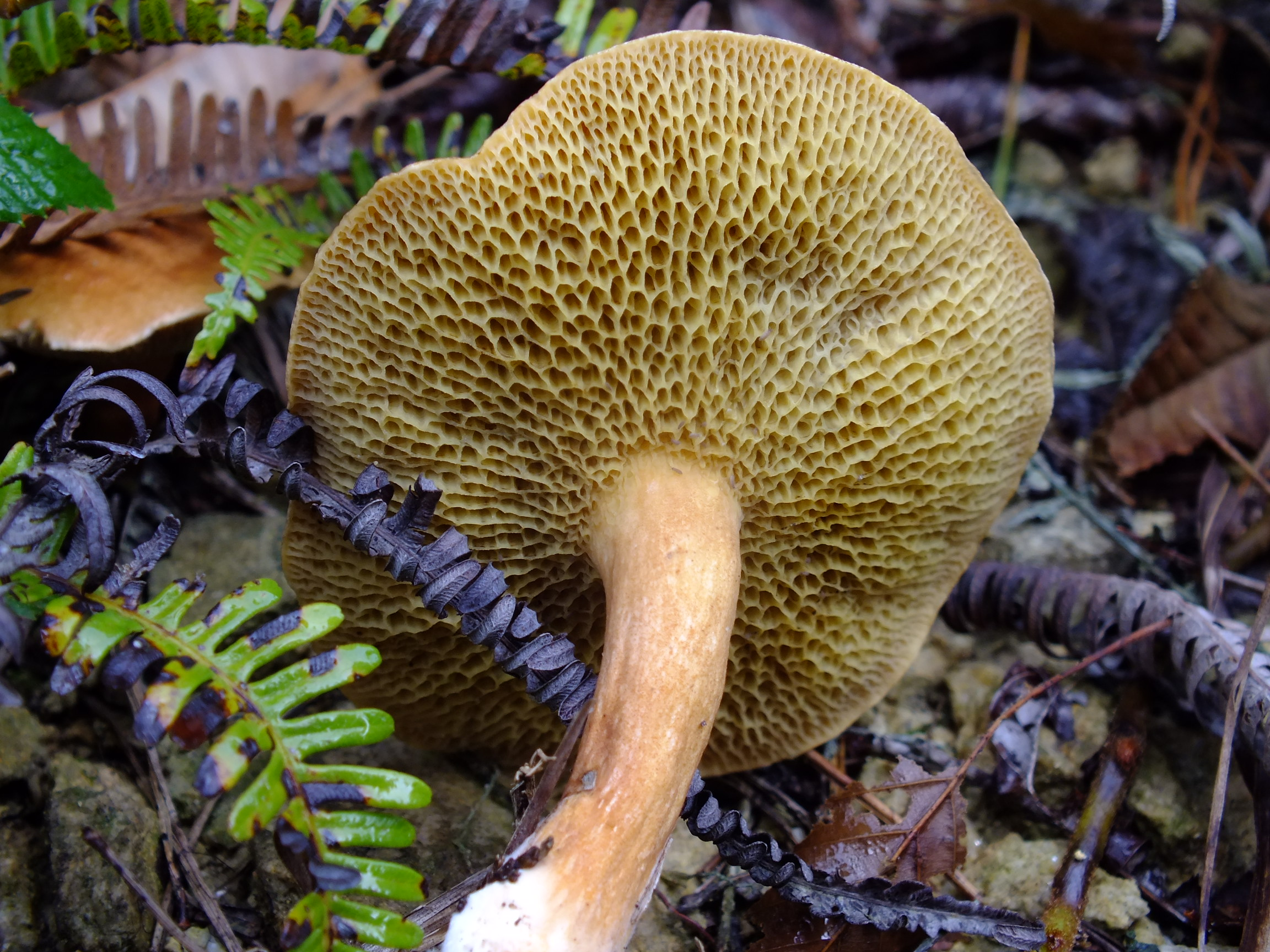

## Možnost záměny
- Klouzek strakoš (Suillus variegatus)
- Klouzek zrnitý (Suillus granulatus)